# 余子权
余子权（1955年—），广东兴宁人，汉族，中华人民共和国政治人物、第十二届全国人民代表大会广东地区代表。
毕业于美国国际东西方大学工商管理专业。加入中国共产党。担任宝钢集团广东韶关钢铁有限公司党委书记。2008年起担任全国人大代表。2013年，担任全国人大代表。